# Unió Autonomista de Balears
Unió Autonomista de Balears (UAB) fou una coalició electoral que es presentà a les eleccions generals espanyoles de 1977 per les Illes Balears. Era presidida per Josep Melià i Pericàs i formada per l'Aliança Nacional Mallorquina i el Partit Nacionalista Mallorquí. Només va obtenir 11.914 vots i cap representant. Poc després es va dissoldre.